# Le Fauteuil de Paul Gauguin
Le Fauteuil de Paul Gauguin est un tableau réalisé par le peintre néerlandais Vincent van Gogh en 1888 à Arles, en France. Cette huile sur toile est une nature morte représentant en plongée un fauteuil sur l'assise paillée duquel on remarque une bougie allumée et deux livres fermés. Portrait in absentia de Paul Gauguin, l'ami à qui était destiné le siège pendant son séjour dans le Sud de la France, elle constitue le pendant d'un tableau représentant une chaise quant à elle utilisée par l'artiste lui-même, La Chaise de Vincent avec sa pipe. Elle est conservée au musée Van-Gogh, à Amsterdam. 